# Réseau de bus Seine Grand Orly
A Réseau de bus Seine Grand Orly egy francia buszhálózat Île-de-France-ban, amelyet az Île-de-France Mobilités szervez, ezt a hálózatot 2021. január 1-től a Keolis üzemelteti a Keolis Ouest Val-de-Marne társaságában.
A hálózat 5 útvonalból és a 9-es Île-de-France-i villamosvonalból áll, amelyek főként a Grand-Orly Seine Bièvre-i vonzáskörzetét szolgálják ki.

## Története

### A hálózat fejlődése
Az Île-de-France Mobilités 2018 májusában tette közzé a Bord de l'Eau buszhálózat koncessziós hirdetményét, beleértve az Île-de-France 9-es villamosvonalát is, felhívva a potenciális jelentkezőket a jelentkezésre. 2018-ban végül négy potenciális üzemeltető céget minősített a szervező hatóság a versenyre, az alábbi kategóriákban: RATP Dev, Keolis, Transdev és Moventia.

### A verseny megnyitása
Az Île-de-France-i tömegközlekedés verseny előtti megnyitása miatt a Bord de l'eau buszhálózat 2021. január 1-jén Seine Grand Orly lett, ami az Île-de-France Mobilités által létrehozott 22-es számú közszolgáltatási megbízásnak felel meg. A szervező hatóság ezért pályázatot írt ki annak érdekében, hogy kijelölje azt a társaságot, amely öt és fél évre a Keolis Seine Val-de-Marne üzemeltetését követi. Végül a Keolis lett az a Keolis, leányvállalatán, a Keolis Ouest Val-de-Marne-on keresztül, amelyet a 2019. június 14-i igazgatótanácsi ülésen jelöltek ki. A pályázat kiírásakor a hálózat a 2., 3., 8., 9., 9., 10. és Licorne útvonalakból állt.

### A 9-es villamosvonal üzembe helyezése
A 9-es Île-de-France-i villamosvonal járatnyitásának támogatása érdekében 2021. április 12-én átszervezték a Seine Grand Orly buszhálózat öt vonalát. A Licorne kivételével valamennyi útvonalat átszámozták. Ezen kívül a 482-es járat meghosszabbította szolgáltatását észak felé egészen a bevásárlóközpontig, a Belle Épine-ig a Pont de Rungis vasútállomáson keresztül, a 10-es járatot pedig, amely Juvisy állomásról Athis Plaine Basse-ig közlekedett, összevonták, és egy részüket áthelyezték az Express 191.100-ra.